# Coelosia brevilobata
Coelosia brevilobata är en tvåvingeart som beskrevs av Soli 1997. Coelosia brevilobata ingår i släktet Coelosia och familjen svampmyggor. Inga underarter finns listade i Catalogue of Life.